# Hymenomima extersaria
Hymenomima extersaria är en fjärilsart som beskrevs av W. Warren 1897. Hymenomima extersaria ingår i släktet Hymenomima och familjen mätare. Inga underarter finns listade i Catalogue of Life.